# Kanone (Metapher)
Kanone bezeichnet im Allgemeinen Verständnis eine großkalibrige, der Artillerie zugeordnete Waffe mit langem Geschützrohr. Kanone wird aber auch – direkt als Wort, in Zusammensetzung mit anderen Wörtern, oder als Redewendung – in verschiedenen Redensarten des Kriegswesens und des Alltags sowohl in der Literatur als auch in der Umgangssprache in vielfältiger Weise metaphorisch verwendet.

## Semantischer Ursprung von Kanonen-Metaphern
Der semantische Bereich der Kriegsführung gilt als ausgesprochen produktiver „Metaphernlieferant“ und „Bilderspender“. Viele Wörter (beispielsweise Angriff, Bombe, Gefecht, Granate, Hinterhalt, Kanone, Kommando, Krieg, Kampf, Marsch, Schütze, Taktik etc.) und Zusammensetzungen mit diesen Wörtern (beispielsweise Sexbombe, Scheingefecht, Kommandostruktur, Grabenkampf, Schützenhilfe, Waffenstillstand etc.) werden in der Umgangssprache, den Medien und der Literatur in variierter Bedeutung und vielfältiger Metaphorik verwendet.
Die hier erläuterten metaphorischen Redewendungen beziehen sich ausschließlich auf die Verwendung von Kanone.

## Kanonen-Metaphern aus dem Krieg
Die folgenden Kanonen-Metaphern sind im Umfeld des Krieges und Militärs entstanden und haben einen direkten Bezug auf diese Bereiche.

### Kanonenfieber
Kanonenfieber bezeichnet ein Angstgefühl mit physischen Auswirkungen vor einem nahenden Kriegsgefecht, etwa „starkes Lampenfieber im Angesicht des Krieges“, bis hin zu Krankheitssymptomen wie Schlaflosigkeit, Krämpfen, Erbrechen und dem Verlust der Kontrolle über den Schließmuskel. Frühe Erwähnungen finden sich 1791 bei Carl Gottlob Cramer und 1792 bei Johann Wolfgang von Goethe. Der Name wird von der Band Kanonenfieber benutzt.

### Kanonenfutter
Kanonenfutter ist eine Bezeichnung für häufig gering ausgebildete oder schlecht ausgerüstete und somit „wertlose“ Soldaten.
Die Bezeichnung ist eine freie Übersetzung der Worte food for powder von Falstaff in Shakespeares Drama Heinrich IV. (geschrieben 1596/97), 1. Teil, 4. Akt, 2. Szene. Das Wort findet sich im Deutschen bereits 1801 und häufiger ab dem frühen 19. Jahrhundert. Im gleichen frühen Zeitraum findet sich 1814 in dem französischen, antinapoleonischen Pamphlet De Buonaparte et des Bourbons von François-René de Chateaubriand der Ausdruck „chair à canon“ (etwa Fleisch/Futter für die Kanone(n)). Der analoge Ausdruck cannon fodder erscheint im Englischen erst Mitte des 19. Jahrhunderts und vermehrt, auch mit Erwähnung des deutschen Wortes, in der Zeit des Ersten Weltkriegs; die Metapher trat also zuerst im Englischen auf, wurde dann im Deutschen verändert und kehrte dann in dieser Veränderung ins Englische zurück.

### Kanonenbootpolitik
Kanonenbootpolitik (seltener Kanonenbootdiplomatie) ist eine Metapher für die „Demonstration militärischer Macht [durch Entsendung von Kriegsschiffen] zur Durchsetzung politischer Ziele“. Sie entstand in der Zeit des Imperialismus, in der militärisch mächtige Staaten weniger mächtige Staaten einzuschüchtern versuchten, indem sie – vor den beginnenden Verhandlungen – vor der Küste eine Demonstration ihrer überlegenen Seemacht darlegten, eventuell begleitet vom Abfeuern der Kanonen.

Die Ersterwähnung im Englischen (gunboat policy) erfolgte in den 1860er Jahren, im The London and China Telegraph, 1869. Im Deutschen erschien die Metapher Anfang des 20. Jahrhunderts im Buch Die Zukunft von Maximilian Harden.

### Gulaschkanone
Gulaschkanone, ein humorvoller Neologismus aus der Soldatensprache, ist die Bezeichnung für eine fahrbare Feldküche. Die Metapher entstand vor dem Ersten Weltkrieg und etablierte sich etwa ab 1910. Sehr viel seltener war die Verwendung des Synonyms Futterkanone.

### Bildungskanone
Bildungskanone, eine Bezeichnung für einen Kriegsbücherwagen (Feldbücherei), entstand (wie Gulaschkanone) während des Ersten Weltkriegs und hielt sich bis zum Beginn des Zweiten Weltkriegs. In der Nachkriegszeit verlor sich die Bedeutung dieser Metapher und Bildungskanone wurde als Neosemantismus gelegentlich für eine Person mit hoher Bildung verwendet.

### Englisch: loose cannon
In Englischen bezeichnet eine loose cannon (dt. eine unvertäute („lose, entfesselte“) Kanone) eine unberechenbare Person (Situation, Gegebenheit), von der eine reale und ernst zu nehmende Gefahr ausgeht. Der Begriff suggeriert auch, dass es besser wäre (oder notwendig ist), diese Person wirklich unter Kontrolle zu bekommen, ehe die drohende Katastrophe passiert. Das deutsche Äquivalent wäre der – auch im Englischen gebräuchliche – Ausdruck tickende Zeitbombe (engl.: ticking time bomb).
Der Begriff wird der Seemannssprache ab dem 17. Jahrhundert zugeschrieben, obwohl es keine Belege gibt, dass dieser Begriff bereits so früh verwendet wurde. Kriegsschiffe waren mit Kanonen ausgerüstet, die zum Transport und zur Ausrichtung durch Räder manövrierbar waren. Zur Sicherheit waren diese Kanonen vertäut, hatten aber Spiel, so dass die Taue den Rückstoß beim Abschuss abfangen konnten. Löste sich die Vertäuung, konnte die Kanone frei hin und her rollen und dabei Aufbauten beschädigen und Personen verletzen.
Es wird angenommen, dass diese Gefahr zuerst von Victor Hugo 1874 in seinem Werk Quatre−vingt−treize literarisch dargestellt wurde. Im zweiten Buch La Corvette Claymore beschreibt Hugo im Abschnitt IV. Tormentum Belli:

„Eine Kanone, die von ihrem Standplatz ausbricht, wird plötzlich eine unbeschreibliche, übernatürliche Bestie. Es ist eine Maschine, die sich in ein Monster verwandelt. Diese Masse bewegt sich auf ihren Rädern, einer Billardkugel gleich, den Kopf gesenkt, schlingernd, vorwärts hechtend mit den Stampfen des Schiffes, sie kommt und geht, hält an, scheint nachzudenken, nimmt ihren Lauf wieder auf, überquert das Schiff pfeilschnell von einem Ende zum anderen, dreht sich, bricht seitlich aus, entweicht, bäumt sich auf, verletzt, bricht durch, tötet, vernichtet.“

Henry Kingsley griff dieses Bild in seiner Novelle Number Seventeen (1875) auf: „Natürlich sofort war das Schiff in einem Wellental, eine weit schrecklichere, gefährliche Zerstörungsmaschine als die berühmte entfesselte Kanone von Herrn Victor Hugo.“ 1889 erschien die loose cannon als Metapher in einer amerikanischen Zeitung.

## Kanonen-Metaphern mit der Bedeutung „besondere Leistung“

### Sport

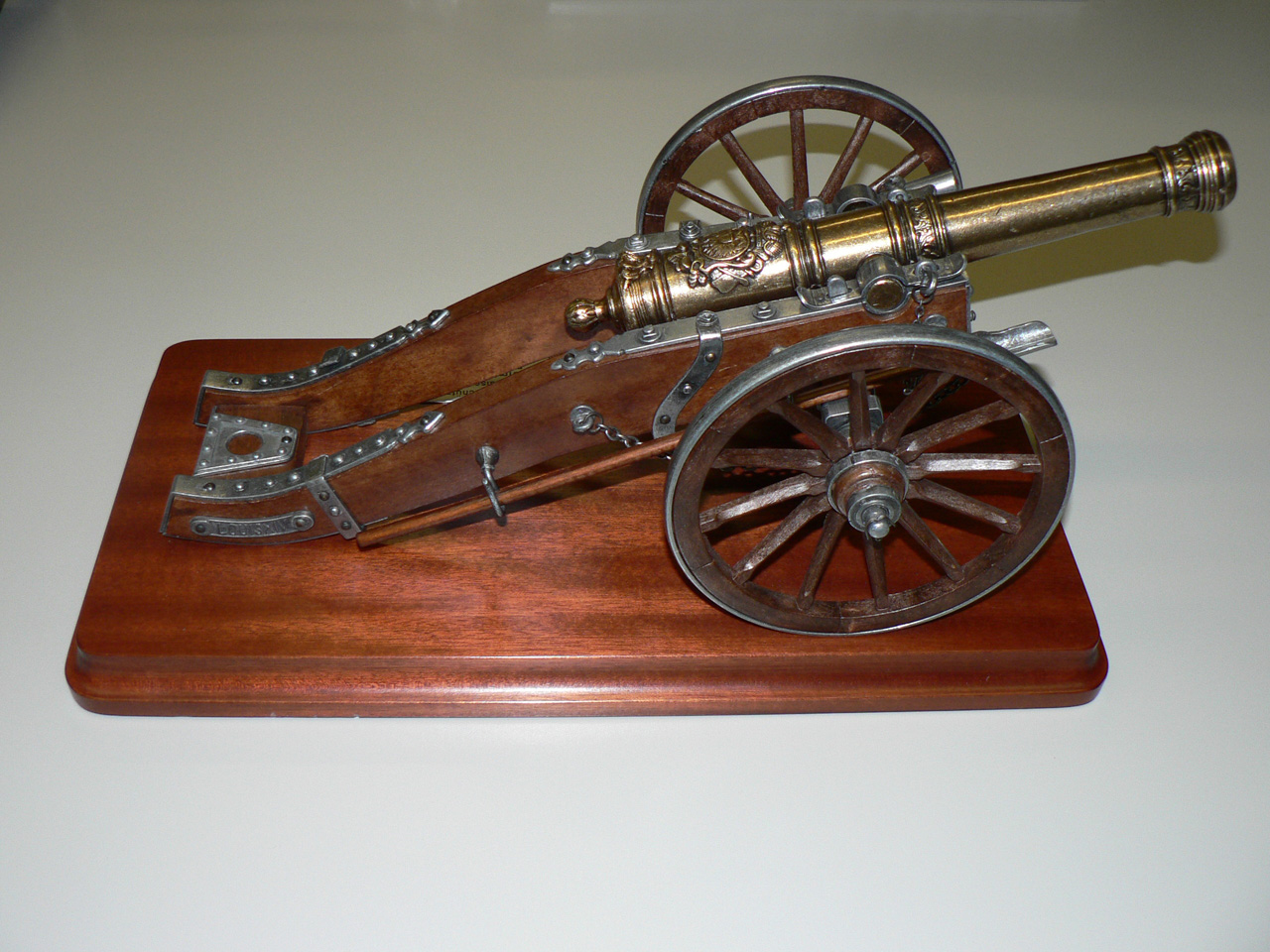
Torjägerkanone

Ab den 1930er Jahren – und ausgehend vom Fußball – verwendeten Sportjournalisten das Wort Kanone, Fußballkanone, oder die Steigerung Schusskanone, für Sportler (schiessende Stürmer oder Angreifer, später auch Bomber), die als besonders erfolgreich wahrgenommen wurden. Seit 1965/66 erhält der erfolgreichste Torschütze einer Bundesligasaison – der Bundesliga-Torschützenkönig – als Trophäe symbolisch eine Torjägerkanone, eine Miniaturkanone auf Sockel mit Gravur.
Von der Fußballberichterstattung verbreitete sich die Metapher in andere Sportarten wie Tennis (Tenniskanone), Radsport (Radsportkanone) und Skilaufen (Skikanone) und ging als Sportskanone in die Umgangssprache ein.

### Alltag
Ausgehend vom Sport entstanden weitere zusammengesetzte Begriffe in der Umgangssprache: Parteikanone (eine Person, die in einer Partei Bedeutendes leistet) und Verkaufskanone (ein Verkaufsgenie) wurden eher selten und heute kaum noch verwendet. Häufiger und auch heute noch im Gebrauch ist die umgangssprachlich scherzhafte Bezeichnung Stimmungskanone (auch Spaßkanone) für eine Person, „die einschlägt“ und schnell und lange Stimmung verbreitet.
Das umgangssprachlich und in der Belletristik (ab etwa 2002) verwendete im Bett eine Kanone sein kann sich sowohl auf einen Mann als auch auf eine Frau beziehen.

## Kanonen-Metaphern mit allgemeinem Bezug
Kanonendonner beschreibt – neben dem realen Abschussgeräusch einer Kanone – ein sehr lautes, „rollendes“ Geräusch, das – wie natürlicher Donner – wiederholt zu hören ist.
Kanonenschlag ist ein Knallkörper in Zylinder- oder Würfelform, der nach der Zündung mit einem besonders dumpfen Knall – wie eine Kanone – explodiert.
Die Metapher mit Kanonen auf Spatzen schießen bedeutet, dass man einen unverhältnismäßigen Aufwand betreibt, eine Maßnahme übertreibt oder allgemein völlig überreagiert. Ein frühes Gedicht von Anton Alexander Graf von Auersperg aus dem Jahr 1831 enthält diese Metapher mit Spatzen und Lerchen.
(Ach du) heiliges Kanonenrohr ist ein überraschter Ausruf, dessen Herkunft nicht geklärt ist, der aber durch Carl Millöckers Der Bettelstudent populär wurde.

## Kanonen-Metaphern ohne Bezug auf das Geschütz
Es gibt Metaphern, die das Wort Kanone verwenden, aber nichts mit der Kanone zu tun haben, sondern, z. T. missverstanden sich von dem griechischen Wort κανών (kanon, Messrute, Richtlatte) herleiten.
- Das Werturteil unter aller Kanone – eine außerordentlich schlechte Leistung – geht auf die lateinische Beurteilung sub omni canone (unterhalb jedes Maßstabes) zurück.[2][52] Das lateinische canon (‚Norm, Regel‘) geht auf das Griechische (Richtscheit[53]) als Maß zurück und stammt aus der Schülersprache.[53]
- Metaphern wie kanonisieren (exzessiv trinken),[54] kanonenvoll, besoffen wie eine Kanone, besoffen wie eine Strandkanone und schließlich besoffen wie eine Strandhaubitze entstanden aus dem Begriff Kanone, den (Hallenser) Studenten für einen hohen, röhrenförmigen Bierkrug verwendeten.[2]

## Nichtmetaphorische Verwendung
Die folgenden Begriffe und Bezeichnungen werden erwähnt, um eine Abgrenzung zu den oben erwähnten metaphorischen Kanonen-Verwendungen aufzuzeigen.

### Röhrenförmiges
Nicht als metaphorisch verstanden werden Begriffe, die – ebenso wie Kanone für ein Geschütz – von dem griechischen Wort κάννα kanna ‚Schilfrohr‘ über das lateinische canna und das altitalienische cannone in der allgemeinen Bedeutung ‚großes Rohr‘ abgeleitet sind und deshalb etwas anderes mit einem oder mehreren „großen Röhren“ beschreibt.

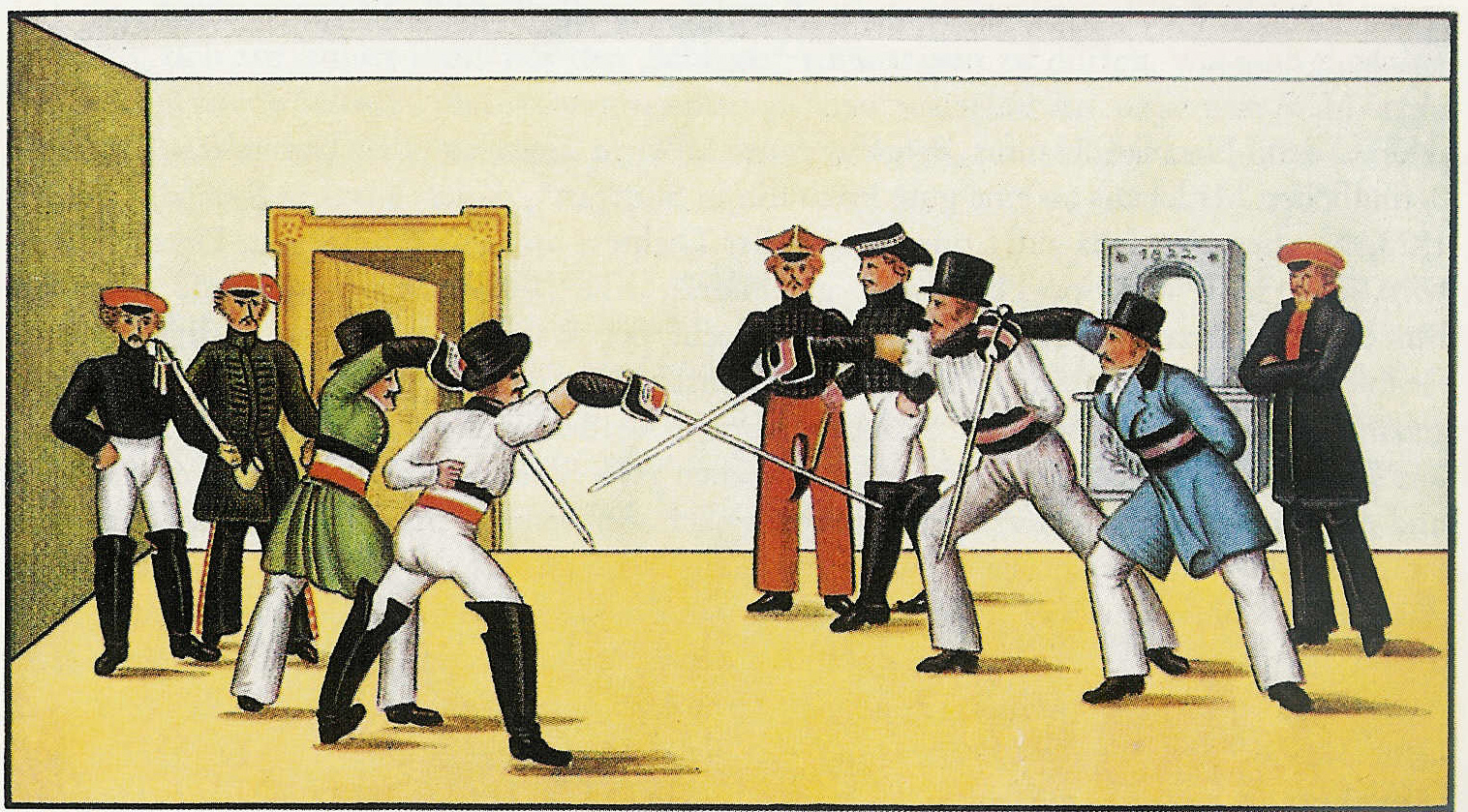
Schlagende Studenten; zwei Personen links tragen Kanonenstiefel.

- Als Kanonen oder Kanonenstiefel[2] wurden hohe, bis über das Knie hinauf reichende Reitstiefel in Röhrenform, namentlich bei Studenten, bezeichnet.[59]
- Kanonenbein[60] oder Kanonenknochen[61] ist eine veraltete Bezeichnung für die verwachsenen Metapodien III und IV bei Paarhufern. Der heute gebräuchlichere Begriff ist Röhrbein.
- Ein Kanonenofen[2] hat seinen Namen von seiner zylinderförmigen Form.

### Funktionelle Kanonen
Ebenso liegt keine Metapher vor, wenn Maschinen, die unterschiedliche Materialien verschießen können, mit dem Zusatz -kanone versehen werden. Beispiele: Schneekanone, Hühnerkanone, Kartoffelkanone, Konfettikanone etc.